# Siphonochilus longitubus
Siphonochilus longitubus är en enhjärtbladig växtart som beskrevs av John Michael Lock. Siphonochilus longitubus ingår i släktet Siphonochilus och familjen Zingiberaceae. Inga underarter finns listade i Catalogue of Life.